# Piarister

Piaristernas emblem.

Piarister (latin: Patres piarum schola'rum, "de fromma skolornas fäder") är en romersk-katolsk reguljärklerkorden.
Piaristorden är framvuxen ur en förening, som 1597 i Rom bildades av spanjoren Josef av Calasanz och som 1617 av Paulus V erkändes som kongregation och 1621 upphöjdes till orden genom Gregorius XV, med titeln Congregatio Paulina clericorum regularium. 
Den är alltså en av prästordnarna. Till de vanliga munklöftena fogade denna orden även det löftet att kostnadsfritt undervisa fattiga samt föräldralösa barn. Efter ignorantbröderna blev den väl Romersk-katolska kyrkans förnämsta samfund för den manliga ungdomens undervisning. 
Redan 1597 öppnade Josef av Calasanz den första offentliga kostnadsfria folkskolan, och stark utbredning i Italien skedde. En kris på 1640-talet berövade samfundet egenskapen av orden, och stiftaren drogs inför inkvisitionstribunalet och avsattes. År 1669 återställdes piaristerna som orden och fick nu sin största utbredning i Österrike. 
Under den tid jesuitorden var upphävd gjorde piaristerna sin kyrka omfattande tjänster genom att söka sköta även den högre undervisningen. Sekulariseringen av skolväsendet även i de katolska länderna innebar naturligtvis en kraftig tillbakagång för piaristerna. I spetsen står en præpositus generalis, som residerar i Collegio Calasanzio i Rom.